# Marcella Zappaterra
Marcella Zappaterra (Portomaggiore, 17 dicembre 1972) è una politica italiana.

## Biografia
Dopo aver conseguito il diploma di scuola secondaria superiore per periti aziendali e corrispondenti in lingue estere, ha lavorato come addetta alla soddisfazione dei clienti presso l'Autoromea S.p.A. dal 1999 al 2001.

### Attività politica
Iscrittasi alla sua fondazione ai Democratici di Sinistra, è stata consigliera comunale della sua città natale Portomaggiore dal 1997 al 2007, ricoprendo anche la carica di vicesindaca dal 2001 al 2007.
In occasione delle elezioni provinciali del 2009, diventa la candidata ufficiale della coalizione di centro-sinistra per la carica di presidente della provincia di Ferrara, sostenuta dal PD, dalla Federazione della Sinistra, dall'Italia dei Valori, dai socialisti e dai verdi, risultando eletta al ballottaggio con il 57,64% dei voti e diventando la prima donna presidente della provincia estense.
Terminato il mandato alla guida della provincia nel 2014, si candida per un seggio al consiglio regionale dell'Emilia-Romagna alle elezioni regionali del 2014 a sostegno del candidato di centro-sinistra Stefano Bonaccini, poi eletto governatore. Zappaterra viene eletta nella circoscrizione di Ferrara con 6678 voti e viene riconfermata anche alla tornata elettorale successiva, venendo poi eletta presidente del gruppo consiliare del PD.
Alle elezioni politiche del 2022 si candida per un seggio alla Camera dei deputati nella circoscrizione Emilia-Romagna nella lista del Partito Democratico, risultando seconda dei non eletti.